# Maurice Toy-Riont
Maurice Toy-Riont, né le 7 juin 1876 à Marseille (Bouches-du-Rhône) et mort le 10 août 1950 à Marseille, est un homme politique français.

## Biographie
Industriel, membre de la chambre de commerce de Marseille, il est élu député républicain progressiste des Hautes-Alpes de 1910 à 1914, et sénateur Union républicaine du même département de 1930 à 1940. Le 10 juillet 1940, il vote les pleins pouvoirs au maréchal Pétain. En décembre 1942, il est nommé Président du Conseil départemental des Hautes-Alpes. Il exercera cette responsabilité jusqu'à la Libération.